# Paratrichodorus minor
Paratrichodorus minor là tên của một loài giun tròn thuộc họ Trichodoridae. Nó sinh sống ở khắp khu vực nhiệt đới và cận nhiệt đới trên khắp thế giới. Chúng gây hại cho các loại cây trồng do thức ăn của chúng là rễ cây và còn là vật chủ trung gian của vi-rút. Đối với những vụ mùa nông nghiệp thì nó là một mối đe dọa.
Tương tự như những loài giun tròn ăn rễ, kích thước của chúng rất nhỏ, chỉ dài đến 0,71 mm. Hai điểm cuối của cơ thể thì tròn. Nó có một onchiostyle (răng có ngấn, cứng) là một cái dùi cong, cứng, cả hai bộ phận này để chọc thủng rễ cây. Nó đâm vào rễ rất nhanh, lên đến 10 lần 1 giây để tạo ra 1 cái lỗ. Sau đó nó tiêm nước dãi vào đó để làm cho cái lỗ cứng và dùng nó để hút lấy dịch chất trong tế bào. Sau đó nó bỏ cái lỗ ấy đi rồi di chuyển quanh rễ và tạo thêm 1 cái lỗ mới. Nó là loài kí sinh, nhưng thường tấn công vào bên ngoài hơn là đi vào bên trong.
Những cái rễ bị nó làm tổn hại sẽ không thể hút lấu nước và chất dinh dưỡng, sau đó nó trở nên còi cọc rồi chết đi. Ở những cánh đồng có loài giun này sinh sống thì có một số bị úa đi có đốm. Ngoài ra, chúng cũng lây truyền vi-rút cho cây trồng, bao gồm cả TRV (loài chuyên gây hại cho cây thuốc lá).
Nét độc đáo nhất của loài này là tất cả các cá thể đều là con cái và chúng sinh sản theo hướng trinh sản (phương thức sinh sản không cần qua sự thụ tinh). Chúng đẻ trứng lên đất và con non sẽ ăn rễ cây để lớn lên. Thời gian kéo dài một vòng đời thì tùy thuộc vào nhiệt độ, nhưng có lẽ là cỡ khoảng 16 ngày.